# Capo Sant'Ampelio
Capo Sant'Ampelio è il luogo, per collocazione geografica, più meridionale della Liguria.

## Storia
Il nome deriva da un certo Ampelio, che, nel 400 d.C. circa, partì dall'Egitto e arrivò in barca fino a questo promontorio roccioso, che in seguito prenderà il suo nome, dove si ritirò nelle grotte a pregare e meditare.

## Caratteristiche fisiche
Capo sant'Ampelio è caratterizzato da scogli erosi nei secoli dal vento e dal mare. Il Capo è molto ricco di flora e fauna marine protette, tra cui troviamo anche Corvine, Cernie brune e Torpedine.
È il punto più meridionale di tutta la Liguria, facendo di Bordighera il comune più a sud della regione.